# 伊拉拉
伊拉拉（葡萄牙語：Irará）是巴西巴伊亚州的一个市镇。总面积239.659平方公里，总人口25469人，人口密度106.3人/平方公里。